# گذرگاه مرزی سرو
پایانه مرزی سرو یکی از مهم‌ترین گذرگاه‌های مرزی ایران و ترکیه است که در استان آذربایجان غربی و در نزدیکی شهر ارومیه واقع شده است. این پایانه به دلیل نقش استراتژیک خود در تبادلات تجاری و مسافرتی بین دو کشور، اهمیت زیادی دارد و به عنوان یکی از مسیرهای اصلی حمل و نقل بین‌المللی شناخته می‌شود. پایانه مرزی سرو به صورت شبانه‌روزی فعال است و مجهز به آشکارساز x-ray می‌باشد.

## اطلاعات تردد
در سال ۱۴۰۳ بالغ بر ۴۰۰ هزار نفر ایرانی و ۳۰۰ هزار نفر اتباع خارجی از این پایانه گذر کرده اند.